# Gare de Chaugey
La gare de Chaugey est une gare ferroviaire française de la ligne de Dijon-Ville à Saint-Amour, située au village de Chaugey sur le territoire de la commune de Losne, dans le département de la Côte-d'Or et dans la région Bourgogne-Franche-Comté. 
Elle est mise en service en 1903 par la Compagnie des chemins de fer de Paris à Lyon et à la Méditerranée (PLM).
C'est une halte voyageurs de la Société nationale des chemins de fer français (SNCF), desservie par des trains TER Bourgogne-Franche-Comté.

## Situation ferroviaire
Établie à 183 mètres d'altitude, la gare de Chaugey est située au point kilométrique (PK) 346,579 de la ligne de Dijon-Ville à Saint-Amour, entre les gares de Saint-Jean-de-Losne et de Pagny (Côte-d'Or).
Gare de bifurcation, elle est également l'origine de la ligne de Chaugey à Lons-le-Saunier, dont seule la section de Chaugey à Chemin-Peseux est exploitée. Ce service concerne uniquement des trains de fret.

## Histoire
La station de Chaugey est mise en service le 24 juillet 1903 par la  Compagnie des chemins de fer de Paris à Lyon et à la Méditerranée (PLM). Il s'agit d'une halte doté d'une maisonnette de passage à niveau agrandie avec une aile basse de deux travées pour servir de bâtiment voyageurs.
Elle est ouverte au service des voyageurs, bagages, chiens et articles de messagerie, y compris les denrées, finances et valeurs, dont le poids n'excède pas 100 kg par expédition. Les expéditeurs et destinataires sont tenus d'aider à la manutention de leurs colis (bagages et messageries), et les divers articles de grande vitesse n'étant , si les nécessités du service l'exigent, reçus des expéditeurs ou livrés aux destinataires qu'aux heures fixées par un avis spécial qui serait placardé dans la station. Les transports seront taxés suivant les prix et conditions des tarifs généraux et spéciaux en vigueur sur le réseau.
Elle devient une gare de bifurcation le 12 juillet 1905 lorsque la compagnie PLM ouvre au service sa ligne de Chaugey à Lons-le-Saunier.
Le petit bâtiment voyageurs a depuis disparu.
La halte est rénovée au début des années 2000, dans le cadre régional d'une convention de modernisation des gares TER réalisée en partenariat par l'État, le Conseil Régional de Bourgogne et la SNCF. Les travaux ont notamment concerné la peinture, la rénovation du mobilier et l'amélioration de l'information présente dans la halte.

## Fréquentation
De 2015 à 2023, selon les estimations de la SNCF, la fréquentation annuelle de la gare s'élève aux nombres indiqués dans le tableau ci-dessous.
| Année     | 2015   | 2016   | 2017   | 2018  | 2019  | 2020   | 2021  | 2022   | 2023   |
| --------- | ------ | ------ | ------ | ----- | ----- | ------ | ----- | ------ | ------ |
| Voyageurs | 14 777 | 13 434 | 15 049 | 9 327 | 9 833 | 10 429 | 9 623 | 13 134 | 12 885 |

## Service des voyageurs

### Accueil
Halte SNCF, c'est un point d'arrêt non géré (PANG) à accès libre.

### Desserte
Chaugey est desservie par des trains du réseau TER Bourgogne-Franche-Comté de la relation Dijon-Ville - Bourg-en-Bresse (ou Seurre).

### Intermodalité
Le stationnement des véhicules est possible à proximité de l'ancien passage à niveau.